# Astroblepus santanderensis
Astroblepus santanderensis är en fiskart som beskrevs av Eigenmann, 1918. Astroblepus santanderensis ingår i släktet Astroblepus och familjen Astroblepidae. Inga underarter finns listade.